# Élections législatives de 2024 en Polynésie française
Les élections législatives françaises de 2024 en Polynésie française se déroulent les 30 juin et 7 juillet. Trois députés sont à élire dans le cadre de trois circonscriptions, à la suite de la dissolution de l'Assemblée nationale par Emmanuel Macron.
Le choix de cette dissolution est pris après la défaite de la liste Renaissance aux élections européennes qui ont eu lieu le 9 juin 2024.

## Contexte
| Circonscription | ENS     | RN      | PS - PP | LFI    | LR     |
| --------------- | ------- | ------- | ------- | ------ | ------ |
| Circonscription |         |         |         |        |        |
| 1re             | 39,31 % | 18,9 %  | 4,24 %  | 4,77 % | 3,09 % |
| 2e              | 38,54 % | 21,66 % | 3,79 %  | 6,17 % | 2,82 % |
| 3e              | 37,14 % | 22,16 % | 6,23 %  | 4,81 % | 3,33 % |

## Système électoral
Les élections législatives ont lieu au scrutin uninominal majoritaire à deux tours dans des circonscriptions uninominales.
Est élu au premier tour le candidat qui réunit la majorité absolue des suffrages exprimés et un nombre de voix au moins égal au quart des électeurs inscrits dans la circonscription, soit 25 %. Si aucun des candidats ne satisfait ces conditions, un second tour est organisé entre les candidats ayant réuni un nombre de voix au moins égal à un huitième des inscrits, soit 12,5 %. Les deux candidats arrivés en tête du 1er tour se maintiennent néanmoins par défaut si un seul ou aucun d'entre eux n'a atteint ce seuil. Au second tour, le candidat arrivé en tête est déclaré élu,.
Le seuil de qualification basé sur un pourcentage du total des inscrits et non des suffrages exprimés rend plus difficile l'accès au second tour lorsque l'abstention est élevée. Le système permet en revanche l'accès au second tour de plus de deux candidats si plusieurs d'entre eux franchissent le seuil de 12,5 % des inscrits. Les candidats en lice au second tour peuvent ainsi être trois, un cas de figure appelé « triangulaire ». Les second tours où s'affrontent quatre candidats, appelés « quadrangulaire » sont également possibles, mais beaucoup plus rares,.

### Partis et nuances
Les résultats des élections sont publiés en France par le ministère de l'Intérieur, qui classe les partis en leur attribuant des nuances politiques. Ces dernières sont décidées par les préfets, qui les attribuent indifféremment de l'étiquette politique déclarée par les candidats, qui peut être celle d'un parti ou une candidature sans étiquette.
Seuls le Parti communiste français (COM), La France insoumise (FI), le Parti socialiste (SOC), le Parti radical de gauche (RDG), Les Écologistes (VEC), Renaissance (RE), le Mouvement démocrate (MDM), Horizons (HOR), l'Union des démocrates et indépendants (UDI), Les Républicains (LR), le Rassemblement national (RN) et Reconquête (REC) se voient attribuer en 2024 des nuances propres. Les coalitions Ensemble et Nouveau front populaire, ainsi que les candidats de l'alliance LR-Ciotti-RN, en bénéficient également indirectement, les nuances Ensemble ! (Majorité présidentielle) (ENS), Union de la gauche (UG) et Union de l'extrême-droite (UXD) étant attribuables aux candidats bénéficiant respectivement du soutien de deux partis du centre, de deux partis de gauche ou de deux partis d'extrême-droite,.
Tous les autres partis se voient attribuer l'une ou l'autre des nuances suivantes : EXG (extrême gauche), DVG (divers gauche), ECO (écologiste), REG (régionaliste), DVC (divers centre), DVD (divers droite), DSV (droite souverainiste) et EXD (extrême droite). Des partis comme Debout la France ou Lutte ouvrière ne disposent ainsi pas de nuances propres, et leurs résultats nationaux ne sont pas publiés séparément par le ministère, car mélangés avec d'autres partis (respectivement dans les nuances DSV et EXG).

## Campagne

### Coalition autonomiste
À la suite de la dissolution de l'Assemblée nationale par le président Emmanuel Macron le 9 juin 2024, les deux dirigeants autonomistes Gaston Flosse (Amuitahiraa o te nuna'a Maohi) et Édouard Fritch (Tapura Huiraatira) organisent une réunion le lendemain, le lundi 10 juin 2024. L'objectif est de parvenir à des candidatures autonomistes uniques sur les trois circonscriptions, un objectif soutenu par Teva Rohfritsch du Ia Ora te Nuna'a. Le jour même, l'ancien président autonomiste Édouard Fritch confirme également la construction d'une alliance avec A here ia Porinetia.
Le vendredi 14 juin 2024, les quatre partis autonomistes du Tapura huiraatira, Amuitahiraa o te nuna'a Maohi, A here ia Porinetia et Ia Ora te Nuna'a scellent leur accord électoral d'une candidature autonomiste unique sur les trois circonscriptions. Sur la 1re circonscription, Moerani Frébault (Tapura huiraatira) est candidat. Sur la 2e circonscription, Nicole Sanquer (A here ia Porinetia) est candidate, tandis que Pascale Haiti (Amuitahiraa o te nuna'a Maohi), la femme de Gaston Flosse, est candidate sur la 3e circonscription. Dans l'accord signé, la coalition prévoit de crée une « dénomination unique » et choisit la couleur rose.

### Candidatures indépendantistes
Le président indépendantiste Moetai Brotherson, en voyage à Paris le 10 juin, s'est dit « confiant » et soutient les trois députés sortants du parti : Tematai Le Gayic, Steve Chailloux et Mereana Reid Arbelot. Le dimanche soir, après l'annonce de la dissolution, le Tavini huiraatira s'est réuni et a décidé de soutenir les trois députés sortants du parti.
Cependant, les trois députés n’auraient pas tous confirmé leur souhait de se représenter et certains pourraient être écartés au profit de cadres du parti. Les noms de Moetai Brotherson et d’Oscar Temaru ont circulés pendant quelques jours. Le 14 juin, le parti, après quelques jours d'hésitations et de divisions, confirme l'investiture des trois députés sortants. Les indépendantistes, comme avec la NUPES, sont soutenus par le Nouveau Front populaire, tandis que le député sortant Tematai Le Gayic estime que le Tavini « porte la voix du Front populaire ».

## Résultats

### Élus
| Circonscription | Député sortant                                         | Parti | Parti  | Groupe    | Député élu ou réélu  | Parti | Parti  | Groupe |
| --------------- | ------------------------------------------------------ | ----- | ------ | --------- | -------------------- | ----- | ------ | ------ |
| 1re             | Tematai Le Gayic                                       |       | Tavini | GDR-NUPES | Moerani Frébault     |       | Tapura | EPR    |
| 2e              | Steve Chailloux                                        |       | Tavini | GDR-NUPES | Nicole Sanquer       |       | AHIP   | LIOT   |
| 3e              | Mereana Reid Arbelot (suppléante de Moetai Brotherson) |       | Tavini | GDR-NUPES | Mereana Reid Arbelot |       | Tavini | GDR    |

### Résultats à l'échelle de la collectivité

#### Résultats par coalition
| Parti et coalition                          | Parti et coalition                          | Parti et coalition          | Premier tour | Premier tour | Premier tour | Second tour   | Second tour   | Second tour | Total Sièges  | +/-           |  |
| Parti et coalition                          | Parti et coalition                          | Parti et coalition          | Voix         | %            | Sièges       | Voix          | %             | Sièges      | Total Sièges  | +/-           |  |
| ------------------------------------------- | ------------------------------------------- | --------------------------- | ------------ | ------------ | ------------ | ------------- | ------------- | ----------- | ------------- | ------------- |  |
|                                             |                                             | Tapura huiraatira (Tapura)  | 18 456       | 20,52        | 1            |               |               |             | 1             | 1             |  |
|                                             | A here ia Porinetia (AHIP)                  | 12 986                      | 14,44        | 0            | 17 838       | 27,05         | 1             | 1           | 1             |               |  |
|                                             | Amuitahiraa o te nuna'a Maohi (Amuitahiraa) | 12 006                      | 13,35        | 0            | 16 716       | 25,35         | 0             | 0           | en stagnation |               |  |
| Total Alliance autonomiste Amui Tatou (AT)  | Total Alliance autonomiste Amui Tatou (AT)  | 43 448                      | 48,30        | 1            | 34 554       | 52,40         | 1             | 2           | 2             |               |  |
|                                             |                                             | Tavini huiraatira (Tavini)  | 35 888       | 39,90        | 0            | 31 394        | 47,60         | 1           | 1             | 2             |  |
| Total Nouveau Front populaire (NFP)         | Total Nouveau Front populaire (NFP)         | 35 888                      | 39,90        | 0            | 31 394       | 47,60         | 1             | 1           | 2             |               |  |
|                                             |                                             | Te Nati                     | 3 408        | 3,79         | 0            |               |               |             | 0             | en stagnation |  |
|                                             | Sans étiquette                              | 3 230                       | 3,59         | 0            | 0            | Nv            |               |             |               |               |  |
| Total Rassemblement national et alliés (RN) | Total Rassemblement national et alliés (RN) | 6 638                       | 7,38         | 0            | 0            | en stagnation |               |             |               |               |  |
|                                             | Heiura - Les Verts (Heiura)                 | Heiura - Les Verts (Heiura) | 3 958        | 4,40         | 0            | 0             | en stagnation |             |               |               |  |
|                                             | Sans étiquette (SE)                         | Sans étiquette (SE)         | 19           | 0,02         | 0            | 0             | en stagnation |             |               |               |  |
|                                             |                                             |                             |              |              |              |               |               |             |               |               |  |
| Suffrages exprimés                          | Suffrages exprimés                          | Suffrages exprimés          | 89 951       | 98,43        |              | 65 948        | 98,34         |             |               |               |  |
| Votes blancs                                | Votes blancs                                | Votes blancs                | 834          | 0,91         | 623          | 0,93          |               |             |               |               |  |
| Votes nuls                                  | Votes nuls                                  | Votes nuls                  | 601          | 0,66         | 488          | 0,73          |               |             |               |               |  |
| Total                                       | Total                                       | Total                       | 91 386       | 100          | 1            | 67 059        | 100           | 2           | 3             | en stagnation |  |
| Abstentions                                 | Abstentions                                 | Abstentions                 | 120 663      | 56,90        |              | 71 236        | 51,51         |             |               |               |  |
| Inscrits/Participation                      | Inscrits/Participation                      | Inscrits/Participation      | 212 049      | 43,10        | 138 295      | 48,49         |               |             |               |               |  |

#### Résultats par nuance
| Nuance                 | Nuance                 | Nuance                 | Premier tour | Premier tour | Premier tour | Second tour | Second tour   | Second tour | Total Sièges | +/-           |  |
| Nuance                 | Nuance                 | Nuance                 | Voix         | %            | Sièges       | Voix        | %             | Sièges      | Total Sièges | +/-           |  |
| ---------------------- | ---------------------- | ---------------------- | ------------ | ------------ | ------------ | ----------- | ------------- | ----------- | ------------ | ------------- |  |
|                        | Divers droite          | DVD                    | 46 697       | 51,91        | 1            | 34 554      | 52,40         | 1           | 2            | 2             |  |
|                        | Union de la gauche     | UG                     | 23 645       | 26,29        | 0            | 31 394      | 47,60         | 1           | 1            | Nv            |  |
|                        | Régionalistes          | REG                    | 12 243       | 13,61        | 0            |             |               |             | 0            | 3             |  |
|                        | Écologistes            | ECO                    | 3 958        | 4,40         | 0            | 0           | en stagnation |             |              |               |  |
|                        | Rassemblement national | RN                     | 3 408        | 3,79         | 0            | 0           | en stagnation |             |              |               |  |
|                        |                        |                        |              |              |              |             |               |             |              |               |  |
| Suffrages exprimés     | Suffrages exprimés     | Suffrages exprimés     | 89 951       | 98,43        |              | 65 948      | 98,34         |             |              |               |  |
| Votes blancs           | Votes blancs           | Votes blancs           | 834          | 0,91         | 623          | 0,93        |               |             |              |               |  |
| Votes nuls             | Votes nuls             | Votes nuls             | 601          | 0,66         | 488          | 0,73        |               |             |              |               |  |
| Total                  | Total                  | Total                  | 91 386       | 100          | 1            | 67 059      | 100           | 2           | 3            | en stagnation |  |
| Abstentions            | Abstentions            | Abstentions            | 120 663      | 56,90        |              | 71 236      | 51,51         |             |              |               |  |
| Inscrits/Participation | Inscrits/Participation | Inscrits/Participation | 212 049      | 43,10        | 138 295      | 48,49       |               |             |              |               |  |

### Résultats par circonscription

#### Première circonscription
Député sortant : Tematai Le Gayic (Tavini huiraatira).
| Candidat                 | Candidat                 | Parti et coalition       | Nuance                   | Premier tour | Premier tour |
| Candidat                 | Candidat                 | Parti et coalition       | Nuance                   | Voix         | %            |
| ------------------------ | ------------------------ | ------------------------ | ------------------------ | ------------ | ------------ |
|                          | Moerani Frébault         | Tapura (AT)              | DVD                      | 18 456       | 53,85        |
|                          | Tematai Le Gayic         | Tavini (NFP)             | REG                      | 12 243       | 35,72        |
|                          | James Raihere Heaux      | Te Nati                  | RN                       | 2 168        | 6,33         |
|                          | Jacky Bryant             | Heiura                   | ECO                      | 1 404        | 4,10         |
|                          |                          |                          |                          |              |              |
| Votes valides            | Votes valides            | Votes valides            | Votes valides            | 34 271       | 98,62        |
| Votes blancs             | Votes blancs             | Votes blancs             | Votes blancs             | 277          | 0,80         |
| Votes nuls               | Votes nuls               | Votes nuls               | Votes nuls               | 204          | 0,59         |
| Total                    | Total                    | Total                    | Total                    | 34 752       | 100          |
| Abstention               | Abstention               | Abstention               | Abstention               | 39 024       | 52,90        |
| Inscrits / participation | Inscrits / participation | Inscrits / participation | Inscrits / participation | 73 776       | 47,10        |

#### Deuxième circonscription
Député sortant : Steve Chailloux (Tavini huiraatira).
| Candidat                 | Candidat                 | Parti et coalition       | Nuance                   | Premier tour | Premier tour | Second tour | Second tour |
| Candidat                 | Candidat                 | Parti et coalition       | Nuance                   | Voix         | %            | Voix        | %           |
| ------------------------ | ------------------------ | ------------------------ | ------------------------ | ------------ | ------------ | ----------- | ----------- |
|                          | Nicole Sanquer           | AHIP (AT)                | DVD                      | 12 986       | 49,09        | 17 838      | 55,88       |
|                          | Steve Chailloux          | Tavini (NFP)             | UG                       | 11 162       | 42,19        | 14 086      | 44,12       |
|                          | Tutu Tetuanui            | Te Nati                  | RN                       | 1 240        | 4,69         |             |             |
|                          | Tati Salmon              | Heiura                   | ECO                      | 1 047        | 3,96         |             |             |
|                          | Jules Tara               | SE                       | DVD                      | 19           | 0,07         |             |             |
|                          |                          |                          |                          |              |              |             |             |
| Votes valides            | Votes valides            | Votes valides            | Votes valides            | 26 454       | 98,59        | 31 924      | 98,52       |
| Votes blancs             | Votes blancs             | Votes blancs             | Votes blancs             | 208          | 0,78         | 241         | 0,74        |
| Votes nuls               | Votes nuls               | Votes nuls               | Votes nuls               | 171          | 0,64         | 238         | 0,73        |
| Total                    | Total                    | Total                    | Total                    | 26 833       | 100          | 32 403      | 100         |
| Abstention               | Abstention               | Abstention               | Abstention               | 42 412       | 61,25        | 36 854      | 53,21       |
| Inscrits / participation | Inscrits / participation | Inscrits / participation | Inscrits / participation | 69 245       | 38,75        | 69 257      | 46,79       |

#### Troisième circonscription
Députée sortante : Mereana Reid Arbelot (Tavini huiraatira).
| Candidat                 | Candidat                 | Parti et coalition       | Nuance                   | Premier tour | Premier tour | Second tour | Second tour |
| Candidat                 | Candidat                 | Parti et coalition       | Nuance                   | Voix         | %            | Voix        | %           |
| ------------------------ | ------------------------ | ------------------------ | ------------------------ | ------------ | ------------ | ----------- | ----------- |
|                          | Mereana Reid Arbelot     | Tavini (NFP)             | UG                       | 12 483       | 42,71        | 17 308      | 50,87       |
|                          | Pascale Haiti            | Amuitahiraa (AT)         | DVD                      | 12 006       | 41,08        | 16 716      | 49,13       |
|                          | Naumi Mihuraa,           | SE (Te Nati)             | DVD                      | 3 230        | 11,05        |             |             |
|                          | Jules Hauata             | Heiura                   | ECO                      | 1 507        | 5,16         |             |             |
|                          |                          |                          |                          |              |              |             |             |
| Votes valides            | Votes valides            | Votes valides            | Votes valides            | 29 226       | 98,07        | 34 024      | 98,18       |
| Votes blancs             | Votes blancs             | Votes blancs             | Votes blancs             | 349          | 1,17         | 382         | 1,10        |
| Votes nuls               | Votes nuls               | Votes nuls               | Votes nuls               | 226          | 0,76         | 250         | 0,72        |
| Total                    | Total                    | Total                    | Total                    | 29 801       | 100          | 34 656      | 100         |
| Abstention               | Abstention               | Abstention               | Abstention               | 39 227       | 56,83        | 34 382      | 49,80       |
| Inscrits / participation | Inscrits / participation | Inscrits / participation | Inscrits / participation | 69 028       | 43,17        | 69 038      | 50,20       |